# Оскар Клейн
Оскар Клейн (швед. Oskar Klein; *15 вересня 1894, Стокгольм — †5 лютого 1977) — шведський фізик.

## Життєпис
Син головного рабина Стокгольма Готліба Клейна, який походив с Гуменного на Пряшівщині
. Учень Сванте Арреніуса в Норвежському інституті Нобеля. У 1917—1921 роках вчився у Нільса Бора, а потім і працював з ним в Копенгагенському університеті, а докторський ступінь здобув у 1921 році в Стокгольмському університеті. У 1923—1925 викладав у Мічиганському університеті, в 1926—1930 в Лундському, в 1930-1962 роках у Стокгольмському. Лауреат медалі імені Макса Планка (1959).

## Наукова діяльність
Клейн найбільш відомий як один з незалежних авторів рівняння Клейна — Ґордона — Фока (1927, отримано раніше, але не опубліковано Е. Шредінгером). Це рівняння є природним релятивістським узагальненням основного рівняння квантової механіки — рівняння Шредінгера.
Іншим досягненням Клейна є його внесок у теорію Калуци — Клейна: він показав, що чисто математична ідея Теодора Калуци про наявність у просторі більш ніж трьох вимірів може мати фізичний зміст, якщо припустити «зайвий» п'ятий вимір простору-часу. Цікаво те, що і до рівняння Клейна — Ґордона — Фока цей учений дійшов з цієї відправної точки, тобто йдучи від наявності додаткових вимірів. Окрім іншого, ідеї теорії Калуци — Клейна застосовуються й розвиваються в сучасній теорії струн.